# ФК Рединг
„ФК Рединг“ (на английски: Reading Football Club) е английски футболен клуб от град Рединг, основан през 1871 г. Към март 2006 г. се състезават в Първенството на Футболната лига. На 25 март 2006 г. си осигуряват място във Висшата лига на Англия и през сезон 2006/07 ще играят за първи път в майсторската група на Англия. Прозвището на „Рединг“ е „кралете“, понеже Рединг се намира в кралското графство Бъркшър. Стадионът на Рединг „Мадейски“ носи името на президента на клуба Джон Мадейски и е с капацитет от 24 200 места.

## История
„Рединг“ е основан през 1871 г. Прозвището на отбора е „бисквитаджиите“ поради световноизвестните производители на бисквити от гр. Рединг „Хънтли енд Палмърс“. През 70-те години на 20 век „Рединг“ стават известни като „кралете“.
Клубът играе на спортната площадка на Рединг до 1878, а след това на игрището за крикет на Рединг (1878 – 1882), на „Коули Парк“ (1882 – 1889) и игрището за крикет на Каверсъм (1889 – 1896). През 1895 г. клубът става професионален и се поражда необходимост от игрище с по-големи размери. На 5 септември 1896 г. се мести на построения за целта „Елм Парк“. Накрая, през 1998, „Рединг“ започва да играе мачовете си на модерния стадион „Мадейски“.
През 1920 г. „Рединг“ е поканен да играе в Трета дивизия на Футболната лига и дълги години се подвизава в третия ешелон във футболната пирамида на Англия с изключение на моментни изкачвания и отпадания във Втора и Четвърта дивизии. През сезон 1994/95 „Рединг“ е победен в плейофите от „Болтън“ и така става първият отбор в Първа и Втора дивизии, който завършва втори и не успява да се изкачи в по-горната дивизия. Това се случва, понеже във Висшата лига се намалява броят на отборите. През сезон 2002/03 „Рединг“ са много близо до челната тройка и завършват четвърти; на плейофите са победени от „Уулвърхемптън“ на полуфинала.
На 25 март 2006 г. „Рединг“ печелят промоция за Висшата лига за първи път в историята си. След като правят равенство с „Лестър“, „Рединг“ си осигуряват място в челната двойка. „Рединг“ доминират в Първенството на Футболната лига през целия сезон, като в 33 мача завършват без поражение – от 9 август 2005 г. до 17 февруари 2006 г. (рекорд за втория ешелон в английския футбол).
Най-доброто представяне на „Рединг“ в турнира за Купата на Футболната асоциация е през сезон 1926/27, когато на полуфинала губят от „Кардиф Сити“, които впоследствие взимат трофея. През 1988 печелят Купата на пълноправните членове след като отстранява няколко първодивизионни отбора, а на финала побеждава „Лутън“ с 4 – 1.

## Успехи
- Турнир за Купата на пълноправните членове
  - Първо място: 1988
- Първа дивизия на Футболната лига
  - Второ място: 1995
- Втора дивизия на Футболната лига
  - Първо място: 1994, 2012
  - Второ място: 2002
- Трета дивизия на Футболната лига
  - Първо място: 1926, 1986
  - Второ място: 1932, 1935, 1949, 1952
- Четвърта дивизия на Футболната лига
  - Първо място: 1979
- Турнир за Военната купа на Лондон
  - Първо място: 1941
- Турнир за Купата на Футболната асоциация
  - Полуфинал: 1927
- Турнир за Купата на Футболната лига
  - Четвъртфинал: 1996, 1998

## Рекорди
- Най-изразителна победа: 10 – 2 срещу „Кристъл Палас“ на 4 септември 1946 г. в мач от Трета дивизия на Футболната лига.
- Най-изразителна загуба: 18 – 0 срещу „Престън Норт Енд“ на 27 януари 1894 в мач от първия кръг за Купата на Футболната асоциация.
- Най-много мачове за националния отбор: Джими Куин, изиграл 17 мача за националния отбор на Северна Ирландия по време на престоя си в „Рединг“
- Най-много мачове във Футболната лига: Мартин Хикс, изиграл 500 мача за отбора в периода 1978 – 1991 г.
- Най-много голове във Футболната лига: Рони Блекман, автор на 158 гола в периода 1947 – 1954 г.
- Най-много голове във Футболната лига за един сезон: Рони Блекман, отбелязал 39 гола през сезон 1951/52.
- Най-дълга серия във Футболната лига без допуснат гол: Вратарят Стийв Дет не допуска гол в продължение на 1103 минути.
- Най-дълга серия във Футболната лига без загуба: 33 мача през сезон 2005/06.

## Известни футболисти и треньори

### Футболисти
- Рони Блекман
- Стийв Дет
- Кери Диксън
- Морис Евънс
- Ники Форстър
- Робин Фрайди
- Майкъл Гилкис
- Мартин Хикс
- Шака Хислоп
- Фил Паркинсън
- Джими Куин
- Лори Санчес
- Тревър Синиър
- Нийл Уеб
- Стив Сидуейл
- Кевин Дойл

## Български футболисти
- Борислав Михайлов: 1995/97 - (24 мача - 0 гола)
- Радослав Василев: 2008/10 - (0 мача - 0 гола)

### Треньори
- Брайън МакДермът (2009 – 2010)
- Стийв Копъл (2003 – 2009)
- Алан Пардю (1999 – 2003)
- Томи Бърнс (1998 – 1999)
- Джими Куин (1995 – 1997)
- Марк Макгий (1991 – 1994)
- Иън Портфийлд (1989 – 1991)
- Чарли Хърли (1972 – 1977)
- Рой Бентли (1963 – 1969)
- Тед Дрейк (1947 – 1952)
- Били Бътлър (1935 – 1939)